# 新潟県道45号佐渡一周線
新潟県道45号佐渡一周線（にいがたけんどう45ごう さどいっしゅうせん）は、新潟県佐渡市を通る県道（主要地方道）である。

## 概要

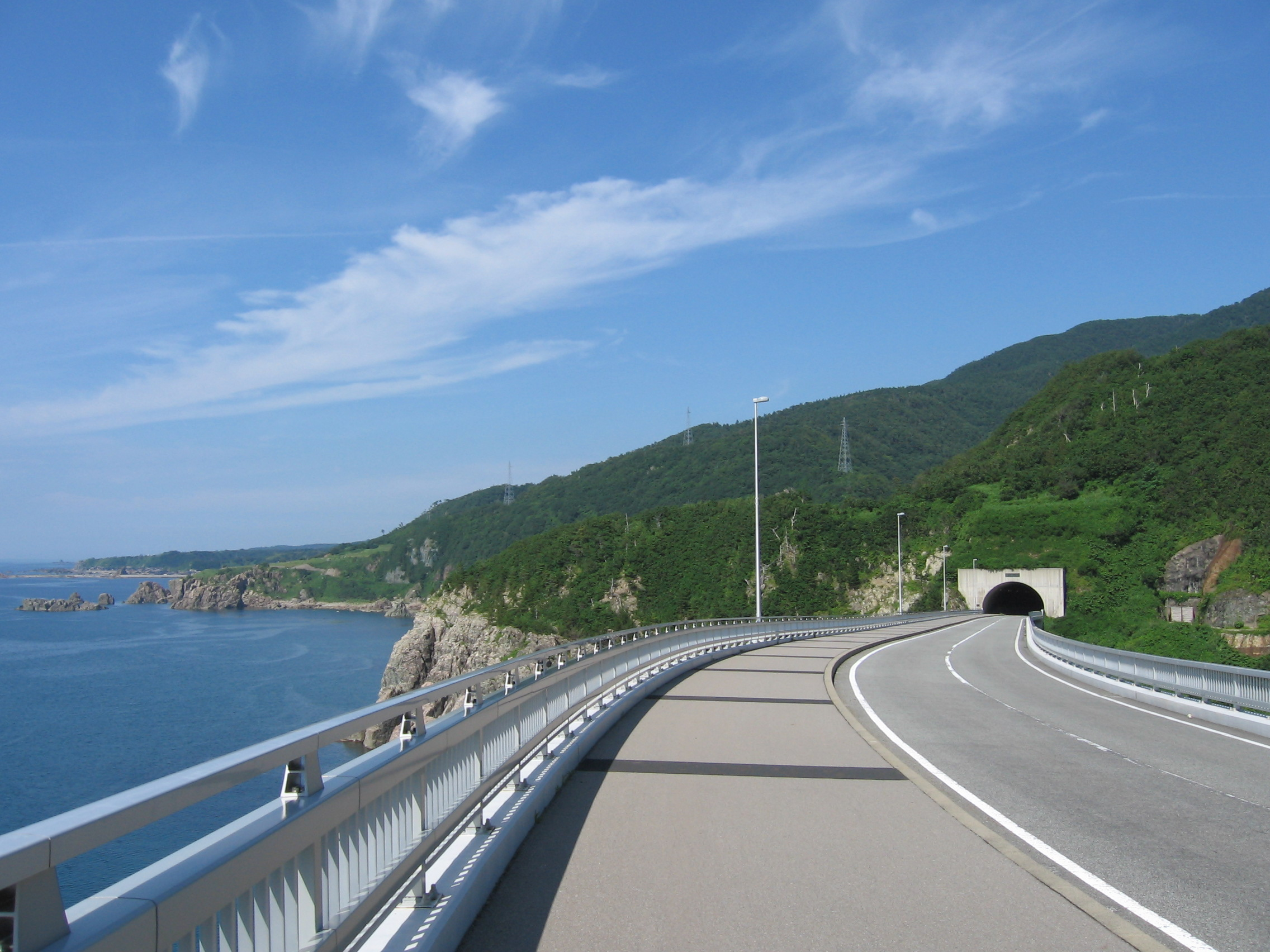
佐渡市戸中 海府鹿ノ浦大橋

佐和田地区を起点として佐渡島を海岸線に沿って時計回りに外周し、小木地区西端の江積地区に至る主要道路。海岸線沿いには主要港湾や中小の漁港がある他、景勝地など観光拠点も点在する。しかし断崖を抜ける箇所等、幅員が非常に狭隘な箇所も多い。路線名は「一周」となっているが江積～佐和田間は県道45号となっていない区間があり、起点と終点はつながっていない。
路線延長は167.2 kmで、日本一長い主要地方道である。

### 路線データ
- 起点 - 佐渡市窪田字砂原860番1（窪田交差点、国道350号交点）[2]
- 終点 - 佐渡市江積370番2[3]
- 総延長 - 167.1633 km[1]
- 実延長 - 167.0733 km[4][注釈 1]

## 歴史
- 1993年（平成5年）5月11日 - 建設省（現・国土交通省）から、県道相川佐和田線の一部・県道両津鷲崎佐和田線・県道両津赤泊小木線・県道小木隆起岩線・県道沢崎椿尾線が佐渡一周線として主要地方道に指定される[5]。
- 1994年（平成6年）4月1日 - 新潟県が県道45号佐渡一周線(佐渡郡佐和田町～佐渡郡真野町)を認定[6]。道路区域（佐渡郡佐和田町大字窪田字砂原860番1から同郡小木町大字沢崎124番2まで、延長169,965.10 m、幅員1.00～68.80 m）を決定[2]。県道（主要地方道）両津鷲崎佐和田線[注釈 2]、県道（主要地方道）両津赤泊小木線[注釈 3]、県道315号小木隆起岩線、県道585号沢崎椿尾線は同日付で廃止[6]。
- 2019年（令和元年）
  - 11月14日 - 原黒バイパス開通[9]。
  - 12月26日 - 松ヶ鼻トンネル開通[10]。
- 2020年（令和2年）11月12日 - 沢崎工区全線開通[11]。道路区域上の終点が江積まで延伸される[3]。
- 2022年（令和4年）10月31日 - 岩谷口橋新橋開通[12]。
- 2023年（令和5年）8月30日 - 真更川工区の北鵜島大橋が開通[13]。

## 路線状況

### 重複区間
- 新潟県道81号佐渡縦貫線（佐渡市梅津船場町 - 佐渡市夷二ノ町）
- 国道350号（佐渡市夷二ノ町 - 佐渡市両津支所前）
- 国道350号（佐渡市木野浦 - 佐渡市小木町（終点））

### バイパス・道路改良
- 外海府海岸南道路
  - 鹿ノ浦バイパス
- 外海府海岸北道路
- 内海府海岸道路
  - 黒姫バイパス
- 東海岸道路
  - 原黒バイパス（2019年11月14日開通[9]）
- 前浜北道路
  - 柿野浦バイパス
- 沢崎工区
  - 沢崎 - 江積間の延長1.92 km[11]

### 別名・通称
- 本線（窪田 - 沢根）
- 沢根街道（さわねかいどう）（窪田 - 沢根）
- 七浦海岸線（ななうらかいがんせん）（沢根 - 相川下戸）

### 主要橋梁
- 海府大橋
- 黒姫大橋
- 長者ヶ橋

## 地理

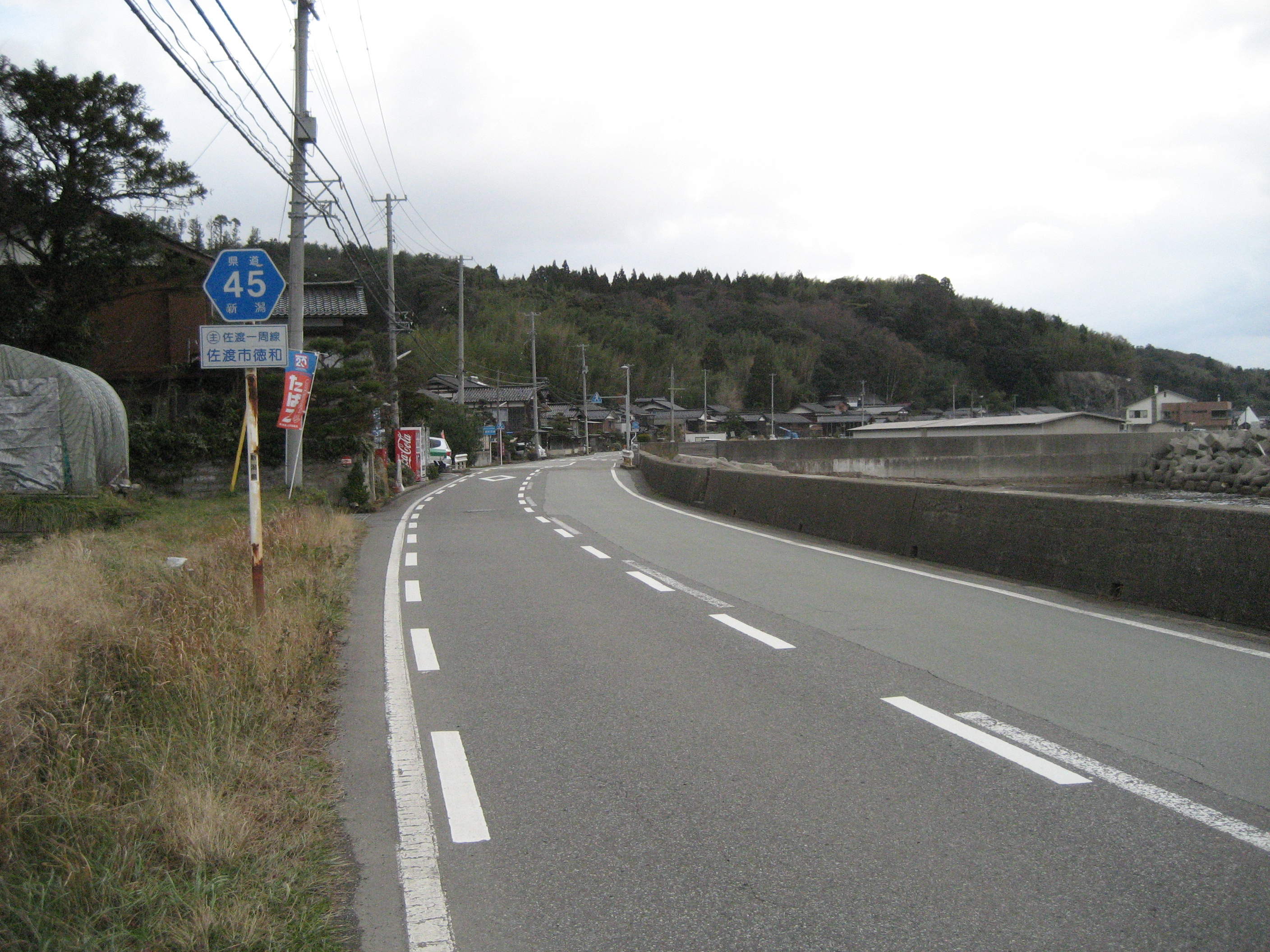
佐渡市徳和

### 通過する自治体
- 佐渡市

### 交差する道路
| 交差する道路                                                                   | 交差する場所      |
| ------------------------------------------------------------------------------ | ----------------- |
| 国道350号                                                                      | 窪田交差点 / 起点 |
| 新潟県道31号相川佐和田線                                                       | 沢根              |
| 新潟県道31号相川佐和田線・新潟県道463号白雲台乙和池相川線 / 大佐渡スカイライン | 相川大間町        |
| 新潟県道81号佐渡縦貫線                                                         | 高千              |
| 新潟県道81号佐渡縦貫線（夷二ノ町交差点まで重複）                               | 梅津船場町        |
| 国道350号（重複区間起点）                                                      | 夷二ノ町交差点    |
| 国道350号（重複区間終点）                                                      | 両津支所前交差点  |
| 新潟県道65号両津真野赤泊線                                                     | 両津支所前交差点  |
| 新潟県道319号赤玉両津港線                                                      | 河崎              |
| 新潟県道319号赤玉両津港線                                                      | 赤玉              |
| 新潟県道181号多田皆川金井線                                                    | 多田              |
| 新潟県道65号両津真野赤泊線                                                     | 赤泊              |
| 新潟県道81号佐渡縦貫線                                                         | 大橋              |
| 国道350号（重複区間起点）                                                      | 木野浦            |
| 国道350号（重複区間終点）                                                      | 小木町            |